# Siegfried Mehnert
Siegfried Mehnert (* 2. März 1963 in Schenkenberg) ist ein ehemaliger deutscher Boxer.

## Boxkarriere
Siegfried Mehnert boxte für den SC Chemie Halle und bestritt 276 Kämpfe mit 258 Siegen. Er wurde 1982 und 1983 DDR-Meister im Halbweltergewicht, sowie 1986 und 1988 DDR-Meister im Weltergewicht. In den Jahren 1984 und 1987 wurde er jeweils Vizemeister im Weltergewicht.
Er gewann im September 1982 die Goldmedaille im Halbweltergewicht bei der Junioren-Europameisterschaft in Schwerin und im Mai 1983 eine Bronzemedaille im Halbweltergewicht bei der Europameisterschaft in Warna, nachdem er im Halbfinale gegen Mirko Puzović ausgeschieden war.
Im Juni 1985 gewann er im Halbweltergewicht die Europameisterschaft in Budapest und besiegte dabei Mehmet Demirkapı, Christo Furnigow, Wjatschaslau Janouski und Imre Bácskai. Im November 1985 gewann er zudem die Silbermedaille dieser Gewichtsklasse beim Weltcup in Seoul, nachdem er erst im Finale gegen Kim Ki-Taek unterlegen war.
Im Mai 1986 schied er im Achtelfinale der Weltmeisterschaft in Reno gegen Wassili Schischow aus.
Im Juni 1987 verlor er im Finale der Europameisterschaft in Turin erneut und knapp mit 2:3 gegen Schischow, nachdem er zuvor Derge Petronijević, Alexander Künzler und István Jakab besiegt hatte. Er wurde dadurch Vize-Europameister im Weltergewicht. Im Oktober 1987 gewann er dann im Weltergewicht den Weltcup in Belgrad. Er schlug dabei unter anderem Robert Wangila und Juan Carlos Lemus.
Bei den Olympischen Sommerspielen 1988 in Seoul konnte er sich im Weltergewicht gegen Lionel Ortíz und Abdellah Taouane durchsetzen, ehe er im Achtelfinale mit 2:3 gegen Song Gyeong-seop auf einem neunten Platz ausschied.
Im Februar 1989 gewann er das Challenge Match in Casablanca und im Juni 1989 die Europameisterschaft in Athen; er hatte dabei im Weltergewicht gegen Wladimir Jeretschenko, Jürgen König, Mujo Bajrović und Borislaw Abadschiew gewonnen. Im Oktober 1989 nahm er noch an der Weltmeisterschaft in Moskau teil und gewann die Silbermedaille im Weltergewicht. Nach Siegen gegen Juan Carlos Lemus, Lóránt Szabó und Wladimir Jeretschenko, war er im Finale gegen Francisc Vaștag unterlegen.
Mehnert wurde nach seiner aktiven Karriere Trainer in der Boxabteilung des Karlsruher SC.

### Weitere Erfolge (Auswahl)
- April 1989: 1. Platz im Weltergewicht beim Kings Cup in Bangkok
- März 1989: 1. Platz im Weltergewicht beim Chemiepokal in Halle
- März 1988: 1. Platz im Weltergewicht beim Chemiepokal in Halle
- September 1987: 1. Platz im Weltergewicht beim Praterfest Tournament in Wien
- April 1987: 1. Platz im Weltergewicht beim Kings Cup in Bangkok
- März 1987: 1. Platz im Weltergewicht beim Chemiepokal in Halle
- März 1986: 1. Platz im Halbweltergewicht beim Chemiepokal in Halle
- März 1985: 3. Platz im Halbweltergewicht beim Chemiepokal in Halle
- August 1984: 3. Platz im Halbweltergewicht bei den Wettkämpfen der Freundschaft in Havanna
- April 1984: 2. Platz im Halbweltergewicht beim Chemiepokal in Halle
- März 1983: 1. Platz im Halbweltergewicht beim Chemiepokal in Halle
- März 1982: 1. Platz im Leichtgewicht beim Pobednik Tournament in Belgrad
- März 1982: 2. Platz im Leichtgewicht beim Chemiepokal in Halle

## Auszeichnung
- Vaterländischer Verdienstorden in Silber (1986)[18]
- Goldene Ehrennadel des Deutschen Boxsport-Verbands (2011)